# 1895 na literatura

## Nascimentos
| Data          | Nome                   | Profissão                                                      | Nacionalidade | Observações | Ref |
| ------------- | ---------------------- | -------------------------------------------------------------- | ------------- | ----------- | --- |
| 22 de Janeiro | Plínio Salgado         | político e jornalista fundador da Ação Integralista Brasileira | Brasil        | m. 1975     |     |
| 9 de Maio     | Ascenso Ferreira       | poeta                                                          | Brasil        | m. 1965     |     |
| 26 de Junho   | Cassiano Ricardo Leite | jornalista, poeta e ensaísta                                   | Brasil        | m. 1974     |     |
| 26 de julho   | Robert Graves          | escritor                                                       | Reino Unido   | m. 1985     |     |
| 17 de agosto  | António Ferro          | jornalista, político e escritor                                | Portugal      | m. 1956     |     |
| 10 de Outubro | Lin Yutang             | escritor                                                       | China         | m. 1976     |     |

## Mortes
| Data              | Nome                 | Profissão                      | Nacionalidade | Observações | Ref |
| ----------------- | -------------------- | ------------------------------ | ------------- | ----------- | --- |
| 9 de maio         | Alexandre Braga, pai | poeta e jornalista             | Portugal      | n. 1829     |     |
| Data desconhecida | Luís Xavier Abongit  | escritor e padre jesuíta       | Portugal      | n. 1819     |     |
| 5 de Agosto       | Friedrich Engels     | filósofo                       | Alemanha      | n. 1820     |     |
| 25 de dezembro    | Raul Pompeia         | contista, cronista, romancista | Brasil        | n. 1863     |     |